# Bug (filme)
Bug (bra Possuídos) é um filme estadunidense de 2006, dos gêneros suspense, terror e ficção científica, dirigido por William Friedkin, com roteiro de Tracy Letts baseado em sua peça homônima.

## Sinopse
Agnes White (Ashley Judd) é uma garçonete solitária, que escapou de seu ex-marido abusivo Jerry Gross (Harry Connick Jr.), recém-saído da prisão. Ela vive em um hotel de beira de estrada e é apresentada por R.C. (Lynn Colins), sua colega de trabalho, a Peter Evans (Michael Shannon), um veterano da Guerra do Golfo. Peter é obcecado por insetos e logo se relaciona com Agnes. Porém ela passa a viver um pesadelo claustrofóbico quando diversos insetos começam a invadir sua vida.

## Elenco
- Ashley Judd...Agnes White
- Michael Shannon...Peter Evans
- Harry Connick Jr...Jerry Goss
- Lynn Collins...R.C.
- Brian F. O'Byrne...Dr. Swee